# Бучин (Прайд, Харгіта)
Бучин (рум. Bucin) — село у повіті Харгіта в Румунії. Входить до складу комуни Прайд.
Село розташоване на відстані 247 км на північ від Бухареста, 51 км на північний захід від М'єркуря-Чука, 124 км на схід від Клуж-Напоки, 106 км на північ від Брашова.

## Населення
За даними перепису населення 2002 року у селі проживали 5 осіб, усі — угорці. Усі жителі села рідною мовою назвали угорську.